# ألبرت فان دن بوش
ألبرت فـان دن بوش هو سياسي هولندي، ولد في 18 سبتمبر 1955. نشط حزبياً في حزب الشعب من أجل الحرية والديمقراطية. في الانتخابات التشريعية الهولندية 2017، انتخب عضو مجلس نواب هولندا ‏ (23 مارس 2017 – ) وانتخب عمدة هولندي ‏.